# Showdown
『Showdown』（ショウダウン）は、1986年6月25日に発売された村田和人の通算4作目のスタジオ・アルバム。発売元はMOON RECORDS。

## 背景
当時、流行していたロサンゼルスのスタジオ・ミュージシャンを起用し作成された意欲作。レコーディングもロサンゼルスで行われ、プロデュースはロニー・フォスターが担当した。渡米にあたっては同行していたレコード会社スタッフやコーディネータが都合により早々に帰国した為、ほぼ一人でレコーディングに参加することになった。
当初レコード会社から提案されていたスタジオ・ミュージシャンの中にはTOTOのメンバーもいたが、村田本人はリストアップしなかった。実際に揃ったセッション・ミュージシャンの中にはヴィニー・カリウタがおり、高い技術を披露した。村田が持ち込んだデモテープを元に、スタジオ・ミュージシャンによる洗練された演奏で楽曲が仕上げられ、元来洋楽志向の強い村田自身もその仕上がりに満足した。
最終レコーディング前日に喉を傷め（ホテルのキッチンでカレーを料理中に激辛のルーが喉につかえたため）、ヴォーカル・トラック以外をレコーディングすることになり、帰国後にダビング及びヴォーカルの録音を行うこととなった。しかし、この手法が上手く機能したため次作にも継承されることとなり、『Boy's Life』も同様にロサンゼルスでベーシック・トラックの録音を行い、帰国後に仕上げられることになった。
LPレコードのライナーノーツには、A面に″L.A. SIDE″、B面に″JAPAN SIDE″と表記されている。
当時の洋楽風サウンドと村田のロックおよびポップセンスが上手く融合し、洗練された作品に仕上がり、一つの節目となる『Boy's Life』への布石になった。

## 収録曲

### LP / CT
| 全作曲: 村田和人、全編曲: Ronnie Foster。 |                                      |                |            |      |
| #                                         | タイトル                             | 作詞           | 作曲・編曲 | 時間 |
| 1.                                        | 「JUST A LITTLE LOVE」               | 村田和人       | 村田和人   | 3:23 |
| 2.                                        | 「FIND SOMEBODY NEW」                | Ralph McCarthy | 村田和人   | 4:09 |
| 3.                                        | 「MOON BIRDS」                       | 田口俊         | 村田和人   | 4:14 |
| 4.                                        | 「BLUE EYES」                        | 秋元康         | 村田和人   | 4:17 |
| 5.                                        | 「ORLEANS 〜想い出のオーリアンス〜」 | 田口俊         | 村田和人   | 3:51 |

| 全作曲: 村田和人、全編曲: Ronnie Foster（特記以外）。 |                                                 |            |            |      |
| #                                                     | タイトル                                        | 作詞       | 作曲・編曲 | 時間 |
| 1.                                                    | 「NIGHT ROCKERS」                               | 吉田美奈子 | 村田和人   | 3:43 |
| 2.                                                    | 「SEASIDE SONGS」(編曲：中村哲)                 | 安藤芳彦   | 村田和人   | 4:18 |
| 3.                                                    | 「LOVE YOU FOR THE NIGHT 〜25時のアベニュー〜」 | 小林和子   | 村田和人   | 3:32 |
| 4.                                                    | 「ROOM No.1848」                                | 安藤芳彦   | 村田和人   | 4:43 |
| 5.                                                    | 「SEE YOU AGAIN」                               | 竹内まりや | 村田和人   | 3:49 |

### CD
| 全作曲: 村田和人、全編曲: Ronnie Foster（特記以外）。 |                                                 |                |            |      |
| #                                                     | タイトル                                        | 作詞           | 作曲・編曲 | 時間 |
| 1.                                                    | 「JUST A LITTLE LOVE」                          | 村田和人       | 村田和人   | 3:23 |
| 2.                                                    | 「FIND SOMEBODY NEW」                           | Ralph McCarthy | 村田和人   | 4:09 |
| 3.                                                    | 「MOON BIRDS」                                  | 田口俊         | 村田和人   | 4:14 |
| 4.                                                    | 「BLUE EYES」                                   | 秋元康         | 村田和人   | 4:17 |
| 5.                                                    | 「ORLEANS 〜想い出のオーリアンス〜」            | 田口俊         | 村田和人   | 3:51 |
| 6.                                                    | 「NIGHT ROCKERS」                               | 吉田美奈子     | 村田和人   | 3:43 |
| 7.                                                    | 「SEASIDE SONGS」(編曲：中村哲)                 | 安藤芳彦       | 村田和人   | 4:18 |
| 8.                                                    | 「LOVE YOU FOR THE NIGHT 〜25時のアベニュー〜」 | 小林和子       | 村田和人   | 3:32 |
| 9.                                                    | 「ROOM No.1848」                                | 安藤芳彦       | 村田和人   | 4:43 |
| 10.                                                   | 「SEE YOU AGAIN」                               | 竹内まりや     | 村田和人   | 3:49 |

#### 2006年 / 2023年版 ボーナス・トラック
| #         | タイトル                                                  | 作詞           | 作曲         | 編曲          | 時間  |
| --------- | --------------------------------------------------------- | -------------- | ------------ | ------------- | ----- |
| 11.       | 「Show Must Go On」(アルバム未収録シングル)               | Ralph McCarthy | 村田和人     | 村田和人      | 3:11  |
| 12.       | 「Dance With Me」(「Show Must Go On」B面曲)               | John Fall      | Johanna Hall | 村田和人      | 2:45  |
| 13.       | 「ORLEANS」(English Version)                              | Ralph McCarthy | 村田和人     | Ronnie Foster | 4:15  |
| 14.       | 「NIGHT ROCKERS」(English Version)                        | Ralph McCarthy | 村田和人     | Ronnie Foster | 3:38  |
| 15.       | 「JUST A LITTLE LOVE」(カラオケ)                          |                | 村田和人     | Ronnie Foster | 3:14  |
| 16.       | 「ORLEANS 〜想い出のオーリアンス〜」(カラオケ)            |                | 村田和人     | Ronnie Foster | 3:51  |
| 17.       | 「LOVE YOU FOR THE NIGHT 〜25時のアベニュー〜」(カラオケ) |                | 村田和人     | Ronnie Foster | 3:43  |
| 18.       | 「SEE YOU AGAIN」(カラオケ)                               |                | 村田和人     | Ronnie Foster | 3:50  |
| 合計時間: | 合計時間:                                                 | 合計時間:      | 合計時間:    | 合計時間:     | 69:22 |

#### 2012年版 ボーナス・トラック
| #         | タイトル                                           | 作詞           | 作曲         | 編曲          | 時間  |
| --------- | -------------------------------------------------- | -------------- | ------------ | ------------- | ----- |
| 11.       | 「Show Must Go On」(アルバム未収録シングル)        | Ralph McCarthy | 村田和人     | 村田和人      | 3:11  |
| 12.       | 「Dance With Me」(「Show Must Go On」B面曲)        | John Fall      | Johanna Hall | 村田和人      | 2:45  |
| 13.       | 「ORLEANS」(English Version)                       | Ralph McCarthy | 村田和人     | Ronnie Foster | 4:15  |
| 14.       | 「NIGHT ROCKERS」(English Version)                 | Ralph McCarthy | 村田和人     | Ronnie Foster | 3:38  |
| 15.       | 「JUST A LITTLE LOVE」(Live Version)               | 村田和人       | 村田和人     | 村田和人      | 3:19  |
| 16.       | 「ORLEANS 〜想い出のオーリアンス〜」(Live Version) | 田口俊         | 村田和人     | 村田和人      | 3:57  |
| 17.       | 「SEASIDE SONGS」(Live Version)                    | 安藤芳彦       | 村田和人     | 村田和人      | 4:12  |
| 18.       | 「SEE YOU AGAIN」(Live Version)                    | 竹内まりや     | 村田和人     | 村田和人      | 4:47  |
| 合計時間: | 合計時間:                                          | 合計時間:      | 合計時間:    | 合計時間:     | 70:35 |

### 曲解説
1. JUST A LITTLE LOVE
ブレッド&バターへの提供曲だが不採用となった作品[2]。
2. FIND SOMEBODY NEW
このアルバムの象徴的な曲で、当時のLAサウンドを感じさせる爽快なロックチューン。
3. MOON BIRDS
この曲もブレッド&バターへの提供曲だが不採用となった作品[2]。
4. BLUE EYES
元々野口五郎に提供する予定で書かれたものだが、提出せず自身で歌うことにした曲[2]。
5. ORLEANS 〜想い出のオーリアンス〜
香坂みゆきに提供した「Horizon」のセルフカバー曲（歌詞差し替え版）。
6. NIGHT ROCKERS
ローリング・ストーンズの「ギミー・シェルター」に触発されて出来た曲[2]。
7. SEASIDE SONGS
レゲエ調のリズムと夏らしいポップなメロディーで仕上げられた快心作。アルバム発売前年に清涼飲料水のCM用に作られた曲でコーラス以外は日本でレコーディングされた。
8. LOVE YOU FOR THE NIGHT 〜25時のアベニュー〜
桑名晴子に提供した「あの日より愛してる」のセルフカバー曲（歌詞差し替え版）。「SEE YOU AGAIN」とのカップリングでシングルカットされ、アルバムと同日発売された。
9. ROOM No.1848
詞は少女の自殺をテーマとした重い内容の曲[2]。
10. SEE YOU AGAIN
シングル「WEEKEND LOVE」B面曲の候補としてレコーディングされた[2]。

## 参考資料
- 村田和人『Showdown』（ライナーノーツの記載より）ワーナーミュージック・ジャパン、2006年12月6日。WPCL-10384。